# Ми, Берти
Берти Ми (англ. Bertie Mee) — английский футболист, физиотерапевт и футбольный тренер, наиболее известный по работе с лондонским «Арсеналом», который он в 1971 году привёл к победе в чемпионате и Кубке Англии.

## Биография
Ми родился 25 декабря 1918 году в Булвелле, графство Ноттингемшир. В бытность футболистом он играл на левом фланге за резервный состав «Дерби Каунти» и «Мансфилд Таун», но в возрасте 27 лет вынужден был завершить карьеру из-за травмы. Во время Второй мировой войны Ми шесть лет служил в Королевском армейском медицинском корпусе. В этот период он сыграл несколько неофициальных матчей за «Саутгемптон», а также выступал за армейскую команду в товарищеских матчах на Ближнем Востоке.
В 1948 году Ми стал физиотерапевтом, работал с бывшими военными, а также стал специалистом по части футбольных травм, вёл курсы для врачей клубов Футбольной ассоциации. В 1960 году Ми пришёл на должность физиотерапевта и тренера по физической подготовке в лондонский «Арсенал». Его методы работы с игроками оказались настолько эффективны, что в 1966 году он неожиданно для многих был назначен новым главным тренером «Арсенала» вместо уволенного Билли Райта.
Ми никогда не считался футбольным экспертом, не имел обширных знаний игры, какие были у его предшественника, и команду его часто ругали за чрезмерно осторожную манеру игры. Однако его отличал жёсткий характер, он был чрезвычайно требователен к игрокам, выжимал максимум из их возможностей. Своим помощником Ми сделал Дона Хоу, бывшего игрока команды, в обязанности которого входила работа с молодыми игроками. За несколько лет им удалось выстроить команду, которая в 1970 году выиграла Кубок ярмарок, а в 1971 году впервые в своей истории сделала «золотой дубль» — выиграла чемпионат и Кубок Англии.
Однако Хоу в 1971 году покинул «Арсенал», оскорбившись тем, что на банкете по случаю победы в Кубке Англии президент клуба Денис Хилл-Вуд его даже не упомянул. Хоу стал главным тренером в «Вест Бромвич Альбион», а Ми стало очень сложно работать без своего помощника. Он ещё пять лет продержался на должности главного тренера, но команда к этому времени не была похожа на себя прежнюю, хотя в 1973 году ей удалось стать серебряным призёром чемпионата. После того, как в сезоне 1975/1976 «Арсенал» занял 17-е место в чемпионате Англии, Ми подал в отставку.
В 1977 году Ми ушёл в клуб «Уотфорд», где стал помощником главного тренера Грэма Тейлора, курировал работу со скаутами и молодёжным составом. В 1986 году он перешёл на административную работу, до 1991 года работал директором клуба. В 1983 году Ми был произведён в офицеры Ордена Британской империи.
Берти Ми умер 22 октября 2001 года в Лондоне.